# Bill Haley
Bill Haley (izgovarano hay-lee) (Highland Park, Michigan, 6. srpnja 1925. – Harlingen, Teksas, SAD,  9. veljače 1981.) jedan je od prvih američkih rock and roll glazbenika, prema mišljenjima mnogih, on i njegova skupina Bill Haley & His Comets smatraju se jednim od glavnih nositelja kulture ove vrste glazbe sredinom 1950-ih. Jedna od najpoznatijih pjesama Billa i njegovog sastava smatra se Rock Around the Clock.
U veljači 2006. godine, Međunarodna astronomska unija je asteroidu 1999 BH5 promijenila ime u 79896 Billhaley, u čast 25. godišnjice smrti Billa Haleyja.

## Životopis

### Djetinjstvo i karijera
Haley je rođen pod punim imenom William John Clifton Haley (neki izvori njegovom imenu dodaju "Junior", ali njegov najstariji sin tvrdi da je to pogrešno), u Highland Parku, državi Michigan, SAD, a odrastao je u Boothu Corneru, Pennsylvania. Po mnogim izvorima (pretežno prije njegove smrti 1981.) u zemlji, Haley se rodio 1927.g.
Haley je kao dijete operirao lijevo oko na koje je jako slabo vidio. Prema riječima životopisca Johna Swensona, Haley je kasnije imao frizuru tako da mu mali uvojak stoji na čelu kako bi odvratio pažnju s oka. Ta je frizura postala vrlo popularna 1950-ih i Haleyjev zaštitni znak, iako su takvi stilovi viđeni i puno ranije.
Njegova glazbena karijera počinje '40-ih godina prošlog stoljeća, kao izvođač i lider mnogih swing sastava u koje tijekom vremena ubacuje R&B elemente. Haley 1946. na poziv Downa Homersa i Kennyja Robertsa, dolazi u prvi profesionalni sastav koji je svirao western swing u Pennsylvaniji. Prema mnogim glazbenim izvještajima Haleyjev izvorni rad prvi puta je profesionalno snimljen zajedno s Downom Homersom, na singlu objavljen 1946. od diskografske kuće "Vogue Records". Haley odlazi iz sastava nakon snimljenih singlova i nakon što Robertsu počne padati popularnost.
Haley je kreirao mnoge sastave s kojima je nastupao i prikupljao određena glazbena iskustva, između ostalih tu je i sastav "Four Aces of Western Swing and the Range Drifters". Zajedno s Four Acesom kasnih '40-tih izdaje nekoliko lokalni hit singlova za diskografsku kuću "Cowboy Records", radeći u isto vrijeme na glazbenoj turneji. Početkom 1947.g. postaje glazbeni direktor na radio postaji "WPWA" (mnoge Haleyjove rane snimke iz toga vremena nisu bile objavljene sve do poslije njegove smrti).
Nakon razlaza s Four Acesom i kratke solo karijere na kojoj je nastupao pod imenom Jack Haley and Johnny Clifton, Haley osniva sastav koji se zove The Saddlemen. S ovim sastavom Haley snima nekoliko naslova koji uključuju i jedan singl za diskografsku kuću "Atlantic Records".
Haley 1951. potpisuje ugovor s producentom Daveom Millerom za diskografsku kuću "Holiday Records" iz Pennsylvanie. Počinje mijenjati glazbeni stil i tada obrađuje R&B skladbu "Rocket 88" (originalno snimljena od Jackie Brenston i His Delta Cats) i 1952. boogie stvar "Rock the Joint", ranije snimljenu od Jimmyja Prestona. U skorijem vremenu Holiday Records na Millerovom većem Essex izdanju, uvršćuje Haleyjevu verziju skladbe "Rock the Joint". Ove Haleyjeve snimke imale su i relativnu uspješnost u Pennsylvaniji, jer su se prodale između 75,000-100,000 kopija.
1951.g. Haleyju se križaju putovi sa sastavom "The Treniers", kada u isto vrijeme sviraju u Wildwoodu. Nakon pisanja "Rock a Beatin' Boogie", koju The Treniers koriste u živim nastupima, Haley obrađuje skladbu za dva sastava, Esquire Boysi koji ju snimaju u ljeto 1952. i The Treniersi 1953. Haley i sastav The Comets nisu snimili svoju verziju skladbe do 1955.g.

## Bill Haley & His Comets
Za vrijeme praznika Labor Day, krajem tjedna 1952.g., sastav "The Saddlemen" mijenja ime u Bill Haley with Haley's Comets, a Haley 1953. snima skladbu "Crazy Man, Crazy" (napisao ju je zajedno sa svojim basistom Marshallom Lytleom). To je njegova prva rock and roll skladba koja je zabilježila veći uspjeh i našla se na top 20 glazbene ljestvice. Uskoro nakon toga, sastav revidira ime u Bill Haley & His Comets.
1953.g. Haley piše skladbu "Rock Around the Clock". Nije u mogućnosti da je snimi sve do 12. travnja 1954.g., kada potpisuje ugovor za diskografsku kuću "Deeca". U početku je skladba imala vrlo mali uspjeh na top listama, gdje se zadržala samo jedan tjedan, ali Haley uskoro bilježi uspjeh širom svijeta zajedno s Big Joeom Turnerom i njihovim hitom "Shake, Rattle and Roll", koji se prodaje u više od milijun kopija u cijelom svijetu i po prvi puta jedna rock skladba završava na britanskoj Top listi singlova u prosincu 1954.g. Haley i njegov sastav imali su velik značaj u lansiranju "Rock and Roll" glazbe širem (bijelom) slušateljstvu koji su to godinama smatrali podzemnim pokretom. Nakon objavljivanja "Rock Around the Clock" i njenog slabog uspjeha, skladba ponovo dobiva povjerenje kada se 1955. pojavljuje u filmu Blackboard Jungle , u kojemu glavnu ulogu ima Glenn Ford. Nakon toga skladba bilježi nevjerojatan uspjeh i na Billboardovoj Top listi zadržava se osam tjedana, odakle lansira glazbenu revoluciju i otvara vrata osobama poput Elvisa Presleyja.
"Rock Around the Clock" je skladba koja se po prvi puta ikada prodaje u milijun kopija po Britaniji i Njemačkoj 1957.g. i Haley postaje prvi i glavni američki izvođač u Europi. Haley nastavlja s objavljivanjem hitova tokom '50-ih, poput "See You Later, Alligator" i "Don't Knock the Rock" iz 1956.g. Uskoro njegovu uspješnost u Americi prestiže mlađi i seksibilniji Elvis, ali Haley zadržava svoju popularnost 1960-ih u Latinskoj Americi, Meksiku i Europi.

## Smrt
Haley se prepustio alkoholu s kojim je 1970-ih imao velikih problema. Pored toga njegov sastav je nastavljao neprekidno održavati glazbene turneje, uživajući popularnost kraja 1960-ih godina zajedno s rock and roll pokretom i unosnim potpisom s europskom diskografskom kućom "Sonet Records". Nakon nastupa pred kraljicom Elizabetom II. kojeg izvodi 1979., Haley u svibnju i lipnju 1980.g. održava svoj posljednji nastup u Južnoj Africi. Prije odlaska na turneju u Južnu Afriku, dijagnosticiran mu je tumor glave, tako da je planirani nastup u Njemačkoj 1980-te morao biti otkazan. Bez obzira na svoje zdravlje, Haley počinje raditi na prikupljanju zabilješki iz svoga života, jer postoji mogućnost da njegov basista objavi životopisni film koji bi se bazirao na njegovom životu. Film bi bio objavljen kao autobiografski i planirano je da se snimi i album u Memphisu, Tennesseeu, ali tumor je počeo napredovati i Haley se nalazio kod svoje kuće u Harlingenu, Teksasu, gdje je umro rano u jutro 9. veljače 1981.g.
Mediji su odmah počeli izvješćivati o smrti i o vrlo teškom stanju posljednjeg tjedna njegovog života, iako u Haleyjovom životopisu od Johna Swensona koja izlazi godinu dana poslije, opisuje kako je Haley posljednji dan proveo slikajući kroz prozor svoje kuće i kasnovečernjim pričanjem na telefonu s prijateljima i rodbinom. Točnost o njegovoj smrti izazva razne kontraverznosti. Mediji su skloni podatku (objavljenom u knjizi o Billu Haleyju: The Daddy of Rock and Roll od Johna Swensona), da je umro prirodnim putem od srčanog udara, dok članovi Haleyjeve obitelji pobijaju taj podatak i konstatiraju da je umro od tumora glave. Haley je postumno 1987. uveden u kuću slavnih Rock and Roll Hall of Fame.
Tekstopisci Tom Russell i Dave Alvin prema oporuci naslovljavaju glazbenu temu Haleyjovim imenom "Haley's Comet", koja se nalazi na Alvinovom albumu Blue Blvd iz 1991.g.
Haleyjeva originalna postava Cometa i 1954. i 1955., unatoč svojim godinama (72-84), nastupaju i dalje i ne pokazuju znakove odustajanja. Objavljuju koncert na DVD-u od izdavačke kuće "Hydra Records", održanog 2004.g. u modernom "Viper Roomu" Zapadnog Hollywooda, koji izlazi 2005.g. U ožujku 2007., originalne Comete otvaraju muzej-Billi Haleyja u Münchenu (Schleissheimerstr.321,München www.rockithydra.de). 27. listopada 2007.g. bivši gitarista sastava Comets, Bill Turner, otvara muzej za javnost. Muzej posjeduje neprekidnu ostavštinu "Bill Haley & His Comets" za vrijeme njihovog rada, koja se sastoji od stotina slika, postera, knjiga, glazbala, zlatnih izdanja, poslovnih dokumenata i prikaza njihove odjeće.

#### Asteroid
U veljači 2006. godine, Međunarodna astronomska unija je asteroidu 1999 BH5 promijenila ime u 79896 Billhaley, u čast 25. godišnjice smrti Billa Haleyja.

#### Djeca
Haley se ženio tri puta i iz tih brakova dobio osmero djece. John W. Haley njegov je najstariji sin koji je napisao Sound and Glory, Haleyjev životopis u isto vrijeme kada mu najmlađa kćer Gina Haley, kao glazbenica odlazi u Los Angeles, Kalifornija. Scott Haley poznati je atletičar, dok se Billov najmlađi si također bavi glazbom i njenim stvaranjem. Ima i kćerku iz njegovog braka s Mrs. Marthom Velascom, koja se zove Martha Maria.
Bill Haley Jr. (rođ. 28. srpnja 1955.), Billov je drugi sin s njegovom prvo suprugom Joan Barbara "Cuppy" Haley-Hahn, izdavačica lokalnog poslovnog časopisa "Southeastern Pennsylvania" (Route 422 Business Advisor). Svoje prve znakove prema glazbi pokazao je svirajući gitaru u sastavu "Lager Rhythms", a kasnije dolazi u "Original Comets" u Bubba Mac Shack iz Sommers Pointa NJ, 2004. i 2005. i Twin Bar na ceremoniju koja se održala u Gloucester, NJ 2007.g. Trenutačno objavljuje životopis svoga oca koncentriranog iz vremena 1949. – 61.

## Životopisi
- 1980. Haley počinje radit na svom autobiografskom naslovu The Life and Times of Bill Haley , ali zbog smrti kompletirano je samo sto stranica. Čitavi rad registriran je u "U.S. Copyright" uredu ali još uvijek nije prikazan javnosti.
- 1982. John Swenson piše Bill Haley: The Daddy of Rock and Roll (u Britaniji objavljen pod imenom Bill Haley), koja donosi kontroverzna stajališta među Haleyjevim obožavateljima.
- 1990. Haleyjev najstariji sin John W. Haley zajedno s Johnom von Hoëlleom piše biografiju Sound and Glory, koja se odnosi na Heleyev rani život i vrhunac glazbene karijere tih godina.
- Životopis na Njemačkom jeziku izlazi poslije njegove smrti, a pišu je Peter Cornelsen i Harald D. Kain.
- Knjiga o Haleyjovoj čuvenoj skladbi Rock Around the Clock: The Record That Started the Rock Revolution izlazi 2005.g. od Jima Dawsona.[9]

## Diskografija
Prije nego što je osnovao sastav The Saddlemen i kasnije The Cometse, s kojima je snimio mnogo singlova i postao vrlo popularan, Bill Haley je nastupao s još nekoliko sastava.
Bill Haley and the Four Aces of Western Swing
1948.
- Too Many Parties and Too Many Pals (vocal by Tex King)/Four Leaf Clover Blues (Cowboy CR1201)

1949.
- Tennessee Border/Candy Kisses (Cowboy CR1202)

Johnny Clifton and His String Band
1949. ili 1950.
- Stand Up and Be Counted/Loveless Blues (Center C102)

Brojna diskografija s popisa iz 1946.g. snimljena s Downom Homersom objavljena je od izdavačke kuće "Vogue Records" naslovljena pod Haleyjevim imenom. Haley zajedno s povjesničarom Chrisom Gardnerom, koji je jedini preživjeli član sastava snima dva singla "Out Where the West Winds Blow"/"Who's Gonna Kiss You When I'm Gone" (Vogue R736) i "Boogie Woogie Yodel"/"Baby I Found Out All About You" (Vogue R786) i nemaju svojstvo Haleyja. Međutim skladbe su ipak dodane na popis materijal koji će se objaviti kao box set 2006. od izdavačke kuće "Bear Family Records".

### Neobjavljene snimke
Bill Haley ima dosta snimljenog zapisa iz vremena 1940-ih, najčešće s radio postaje gdje je radio kao studijski tehničar. Praktično ništa od toga snimljenoga materijala nije objavljeno u javnosti. "Hydra Records" objavljuje CD 2003.g. pod nazivom Bill Haley and Friends Vol. 2: The Legendary Cowboy Recordings, koji iznosi na vidjelo nekoliko "Cowboyevih" singl naslova koji su trebali biti objavljeni sa sastavom "Four Aces", ali to se nikada nije desilo.
Sljedeći prethodno ne objavljeni naslovi Billa Haleyja, dolaze iz vremena 1946. – 1950., kada počinje rast njegove popularnosti i objavljivanjem nekoliko naslova "Yodel Your Blues Away" i "Rose of My Heart" od izdavačke kuće "Arzee". Dosta demo snimaka koje je kuća alternativno uzela, a u cijelosti su nepoznate, objavljene su tek nakon Haleyjeve smrti. Značajan doprinos objavljivanju tih skladbi ima album Golden Country Origins, od izdavačke kuće "Grassroots Records" iz Australije i Hillbilly Haley od britanskog izdavača "Rollercoaster", dok za njemačko tržište spomenuti album objavljuje izdavačka kuća "Hydra Records". 2006.g. diskografska kuća "Bear Family Records" iz Njemačke, objavljuje materijal gdje se uzelo u obzira da iscrpno obuhvaća Haleyjev rad iz 1946. – 1950., snimljen je kao box set i zove se Rock n' Roll Arrives.

## Vanjske poveznice
- Bill Haley - imdb.com
- The Bill Haley & His Comets-Story